# Олсбрукс, Анджела
Анджела Денис Олсбрукс (англ. Angela Deneece Alsobrooks; род. 23 февраля 1971, Сатленд, Мэриленд) — американский политик, член Демократической партии. Сенатор США от штата Мэриленд (с 2025).

## Биография
Родилась 23 февраля 1971 года в округе Принс-Джорджес (штат Мэриленд). Отец — Джеймс Олсбрукс, работал в страховом бизнесе и в службе доставки газеты The Washington Post, мать — Патрисия Олсбрукс. В 1993 году Анджела Олсбрукс получила степень бакалавра искусств по публичной политике в Дьюкском университете, в 1996 году окончила Университет Мэриленда в Балтиморе со степенью доктора юриспруденции. В 2020 году на волне общественного возмущения после смерти Джорджа Флойда дала интервью, в котором объяснила выбор профессии воздействием семейной памяти о гибели от рук полицейского в Южной Каролине её прапрадеда по линии матери Джей Си Джеймса (J.C. James), после которого семья матери в 1956 году переехала в Мэриленд. Начала профессиональную карьеру в округе Принс-Джорджес, в том числе занимала должность прокурора до 2003 года, когда перешла на работу в администрацию округа — с 2004 года работала в налоговой службе. В 2010 году избрана окружным прокурором (стала первой женщиной на этой должности в округе), в 2017 году избрана главой администрации округа, также став первой женщиной на этом посту в истории округа. Активистка Демократической партии, делегат национальных съездов в 2008 и 2016 годах.
5 ноября 2024 года победила на выборах в Сенат США от Мэриленда с результатом 54,6 %, опередив кандидата от республиканцев Ларри Хогана.
2 декабря 2024 года ушла в отставку с должности главы администрации округа Принс-Джорджес.